# Pseudoheteronyx littoralis
Pseudoheteronyx littoralis är en skalbaggsart som beskrevs av Mcquillan och Michaels 1997. Pseudoheteronyx littoralis ingår i släktet Pseudoheteronyx och familjen Melolonthidae. Inga underarter finns listade i Catalogue of Life.